# HB Køge
HB Køge este o echipă de fotbal din insula Zealand, Danemarca.